# Clase Nelson (1876)
La Clase Nelson fue una serie de dos cruceros acorazados botados en 1876, para la Armada Real Británica.
Ellos eran también conocidos como fragatas acorazadas de hierro.

## Los buques
- HMS Nelson – botado en 1876, convertido en buque escuela en 1902, y vendido en 1910.
- HMS Northampton – botado en 1876, convertido en buque escuela en 1894, y vendido en 1905.

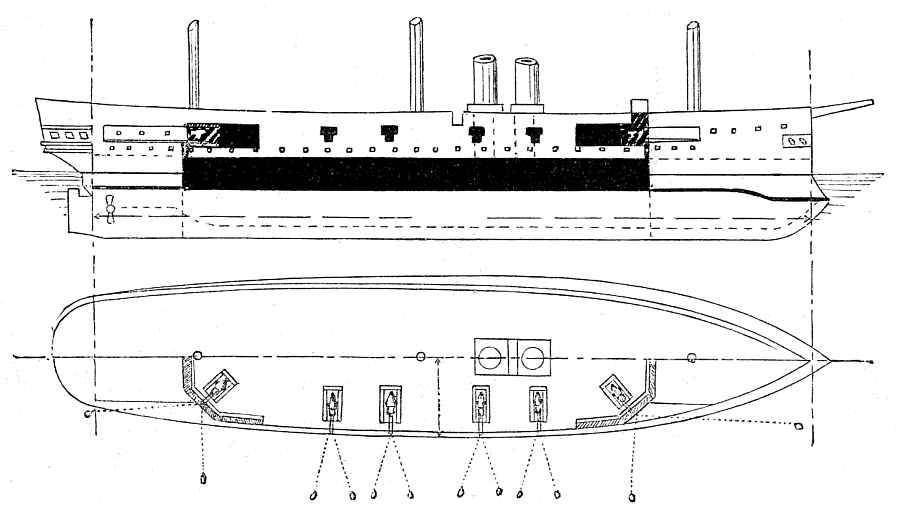
Planta y perfil del HMS Nelson

## Programa de construcción
La siguiente tabla da los detalles de construcción y costes de compra de los buques de la Clase Nelson. Según la práctica británica en aquella época, se excluian los costes de armamento y provisiones. En la tabla:
- 'Maquinaria significa "maquinaria propulsora".
- Casco incluye "maquinaria hidráulica, montajes de cañones, etc."[1]

| Buque       | Constructor         | Constructor de los motores | Fecha de        | Fecha de    | Fecha de    | Costes                         | Costes                         | Costes                         | Costes   |
| Buque       | Constructor         | Constructor de los motores | Puesta en grada | Botadura    | Terminación | (Brassey's Naval Annual, 1895) | (Brassey's Naval Annual, 1895) | (Brassey's Naval Annual, 1895) | Parkes   |
| Buque       | Constructor         | Constructor de los motores | Puesta en grada | Botadura    | Terminación | Casco                          | Maquinaria                     | Total excluyendo armamento     | Parkes   |
| ----------- | ------------------- | -------------------------- | --------------- | ----------- | ----------- | ------------------------------ | ------------------------------ | ------------------------------ | -------- |
| Nelson      | Elder & Co, Glasgow | Elder                      | 2 Nov 1874      | 4 Nov 1876  | 26 Jul 1880 | £303,310                       | £87,545                        | £390,865                       | £411,302 |
| Northampton | Napiers, Glasgow    | Penn                       | 26 Oct 1874     | 18 Nov 1876 | 7 Dic 1878  | £296,836                       | £98,968                        | £395,804                       | £414,441 |

## Anexos
- Anexo:Buques blindados (1855-1880)
- Anexo:Cruceros acorazados por país

- Datos: Q2504762
- Multimedia: Nelson class cruiser / Q2504762